# Антрим
Вижте пояснителната страница за други значения на Антрим.
А̀нтрим (на английски: Antrim; на ирландски: Aontroim, буквени символи и звуков файл за английското произношение ) е град в централната част на Северна Ирландия. Разположен е на северния бряг на езерото Лох Ней около устието на река Сикс Майл Уотър. Главен административен център на район Антрим и графство Антрим. Намира се на около 24 km северозападно от столицата Белфаст. Има жп гара, открита на 11 април 1848 г. ЖП възел. Разстоянието по жп линията до Белфаст е 35 km. В южните околности на града е международното летище на Белфаст. Населението му е 20 001 жители според данни от преброяването през 2001 г.

## Личности
- Марк Алън (р. 1986), североирландски снукърист